# Acheilognathus

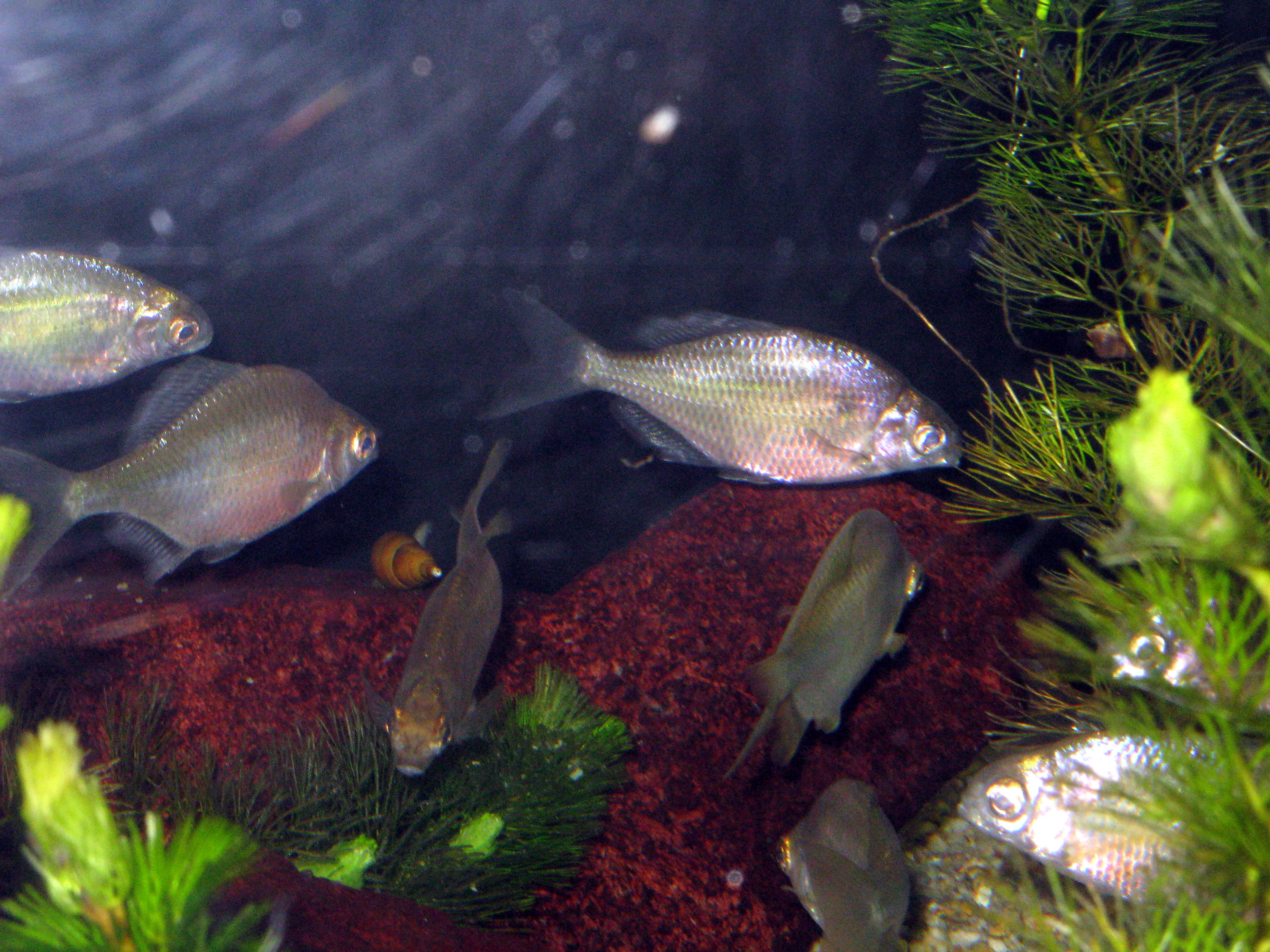
Acheilognathus longipinnis

Acheilognathus és un gènere de peixos de la família dels ciprínids i de l'ordre dels cipriniformes.

## Conservació
Les espècies Acheilognathus elongatus i Acheilognathus longipinnis es troben a la Llista Vermella d'espècies amenaçades de la UICN.

## Taxonomia
- Acheilognathus asmussii (Dybowski, 1872)
- Acheilognathus barbatulus (Günther, 1873)[5]
- Acheilognathus barbatus (Nichols, 1926)[6]
- Acheilognathus bergi (Mori, 1928)
- Acheilognathus binidentatus (Li, 2001)[7]
- Acheilognathus brevicaudatus (Chen & Li, 1987)[8]
- Acheilognathus chankaensis (Dybowski, 1872)[9]
- Acheilognathus coreanus (Steindachner, 1892)
- Acheilognathus cyanostigma (Jordan & Fowler, 1903)[10]
- Acheilognathus deignani (Smith, 1945)[11]
- Acheilognathus elongatoides (Kottelat, 2000)[12]
- Acheilognathus elongatus (Regan, 1908)[13]
- Acheilognathus fasciodorsalis (Nguyen, 2001)[14]
- Acheilognathus gracilis (Nichols, 1926)[15]
- Acheilognathus hypselonotus (Bleeker, 1871)[16]
- Acheilognathus imberbis (Günther, 1905)
- Acheilognathus imfasciodorsalis (Nguyen, 2001)[17]
- Acheilognathus koreensis (Kim & Kim, 1990)[18]
- Acheilognathus kyphus (Mai, 1978)[19]
- Acheilognathus longibarbatus (Mai, 1978)[20]
- Acheilognathus longipinnis (Regan, 1905)[21]
- Acheilognathus macromandibularis (Doi, Arai & Liu, 1999)[22]
- Acheilognathus macropterus (Bleeker, 1871)[16]
- Acheilognathus majusculus (Kim & Yang, 1998)[23]
- Acheilognathus melanogaster (Bleeker, 1860)[24]
- Acheilognathus meridianus (Wu, 1939)[25]
- Acheilognathus mesembrinum (Jordan & Evermann, 1902)
- Acheilognathus microphysa (Yang, Chu & Chen, 1990)[26]
- Acheilognathus omeiensis (Shih & Tchang, 1934)[27]
- Acheilognathus peihoensis (Fowler, 1910)[28]
- Acheilognathus polylepis (Wu, 1964)[29]
- Acheilognathus polyspinus (Holcík, 1972)[30]
- Acheilognathus rhombeus (Temminck i Schlegel, 1846)[31]
- Acheilognathus signifer (Berg, 1907)[32]
- Acheilognathus somjinensis (Kim & Kim, 1991)[33]
- Acheilognathus tabira (Jordan & Thompson, 1914)[34]
- Acheilognathus taenianalis (Günther, 1873)[5]
- Acheilognathus tonkinensis (Vaillant, 1892)[35]
- Acheilognathus typus (Bleeker, 1863)[36]
- Acheilognathus yamatsutae (Mori, 1928)[37][38][39][40][41][42][43][44]